# Tonino Viali
Tonino Viali (ur. 16 września 1960 w Terni) – włoski lekkoatleta specjalizujący się w biegach średniodystansowych, uczestnik letnich igrzysk olimpijskich w Seulu (1988).

## Sukcesy sportowe
- czterokrotny mistrz Włoch w biegu na 800 metrów – 1987, 1989, 1990, 1991[1]
- mistrz Włoch w biegu na 1500 metrów – 1994
- czterokrotny halowy mistrz Włoch w biegu na 800 metrów – 1986, 1987, 1988, 1992[2]
- halowy mistrz Włoch w biegu na 1500 metrów – 1989

| Rok  | Miasto    | Zawody                     | Konkurencja    | Wynik         |
| ---- | --------- | -------------------------- | -------------- | ------------- |
| 1985 | Paryż     | Światowe igrzyska halowe   | bieg na 800 m  | 6. miejsce    |
| 1988 | Budapeszt | Halowe mistrzostwa Europy  | bieg na 1500 m | 6. miejsce    |
| 1989 | Haga      | Halowe mistrzostwa Europy  | bieg na 1500 m | 8. miejsce    |
| 1989 | Budapeszt | Halowe mistrzostwa świata  | bieg na 800 m  | brązowy medal |
| 1990 | Split     | Mistrzostwa Europy         | bieg na 800 m  | 6. miejsce    |
| 1991 | Ateny     | Igrzyska śródziemnomorskie | bieg na 800 m  | brązowy medal |
| 1992 | Genua     | Halowe mistrzostwa Europy  | bieg na 800 m  | brązowy medal |

## Rekordy życiowe
- bieg na 800 metrów – 1:45,32 – Bolonia 18/07/1990
- bieg na 800 metrów (hala) – 1:46,47 – Genua 29/02/1992
- bieg na 1000 metrów – 2:17,30 – Grosseto 13/08/1990
- bieg na 1000 metrów (hala) – 2:20,86 – Haga 17/03/1991
- bieg na 1500 metrów – 3:37,94 – Rzym 09/06/1993
- bieg na 1500 metrów (hala) – 3:40,47 – Genua 18/02/1992